# Ульхун-Партия
Ульхун-Партия — село в Кыринском районе Забайкальского края, административный центр сельского поселения «Ульхун-Партионское»

## Географическое положение
Село расположено на левом берегу Онона в 65 км к северо-востоку от районного центра села Кыра.
Через село проходит автодорога 76А-005 (Дарасун — граница с Монголией).

## Климат
Климат резко континентальный. Средняя температура в январе колеблется между −22-24 °С, в июле доходит до отметки в +12 +18 °С. За год выпадает около 350 мм осадков. В целом погода характеризуется холодной продолжительной зимой, относительно жарим и влажным летом, коротким межсезоньем и ветреностью.

## История
Село основано с 1735 году. В советские времена колхозы «Красный пахарь», им. Богомолова, им. Ленина. Основное занятие жителей — сельское хозяйство в колхозе «Онон» и личных подсобных хозяйствах, ремонт дорог (ДРСУ).

## Население
Постоянное население составляло 738 человек в 2002 году (русские 76 %), 612 человек в 2010 году.